# Рябина Городкова
Ряби́на Городко́ва (лат. Sorbus gorodkovii) — вид деревьев или кустарников из рода Рябина семейства Розовые (Rosaceae).
Ряд исследователей рассматривают рябину Городкова не как отдельный вид, а как подвид рябины обыкновенной, однако в базе данных The Plant List данный таксон рассматривается именно как отдельный вид.

## Название
Вид был описан советским ботаником Антониной Ивановной Поярковой и назван ею в честь Бориса Николаевича Городкова (1890—1953), советского ученого-ботаника, географа и путешественника.
В синонимику вида входит название Sorbus glabrata Hedl. — Рябина гладковатая.

## Распространение
Растение Фенноскандии, встречается в тундровой и лесной зонах, горно-лесном и горно-тундровом поясах. На территории России произрастает в заболоченных лесах и долинах тундровых рек Мурманской области.

## Ботаническое описание
Представляет собой многолетнее дерево высотой до 15 метров или невысокий кустарник. Непарноперистосложные листья состоят из 9—19 остропильчатых, опушённых по краям листочков. Цветы рябины Городкова — белого цвета, зацветают летом — в июне-июле. Плодоносит ягодообразными яблоками красного цвета. Семена переносятся птицами.

## Значение и применение
По наблюдениям О. И. Семенова-Тян-Шанского в Лапландском заповеднике растение летом поедается северным оленем (Rangifer tarandus Linnaeus).

## Охранный статус
Рябина Городкова занесена в Красную книгу Фенноскандии и Красную книгу Мурманской области. В Мурманской области охраняется на территории природного парка Сейдъявврь и памятников природы Криптограммовое ущелье, Гора Флора и Нямозерские кедры.